# Throw The Dice
Throw The Dice es el segundo álbum de estudio de la cantante española Barei, fue lanzado el 7 de abril de 2015
El álbum alcanzó el número 28 en la lista de álbumes españoles. 

## Lista de canciones
1. "You Fill Me Up" - 3:54
2. "Throw the Dice" - 3:46
3. "Wildest Horses" - 3:40
4. "Another's Life" - 3:43
5. "Jump the Gun" - 3:42
6. "Kingdom of Paradox" - 3:35
7. "Point of No Return" - 3:58
8. "Foolish NaNa" - 3:23
9. "Weather Girl" - 3:42
10. "Sacrifice" - 3:31
11. "I Don't Wanna Lose You" - 3:54

Tras el anuncio de la participación de Barei en el Eurovision Song Contest, Universal Music publica la reedición del álbum donde además se incluyen los temas Say Yay!, candidato a Eurovisión, ‘Who Plays the Drums?’ y ‘Super Ranger‘.

### Lista de canciones de la reedición
1. Say Yay!
2. Super Ranger
3. You Fill Me Up
4. Who Plays The Drums?
5. Throw The Dice
6. Wildest Horses
7. Jump The Gun
8. Kingdom Of Paradox
9. Point Of No Return
10. Foolish Nana
11. Weather Girl
12. Sacrifice
13. I Don’t Wanna Lose You